# Russ T. Alsobrook
Russ T. Alsobrook (* 2. September 1946 in Hollywood, Kalifornien) ist ein US-amerikanischer Kameramann.

## Leben
Geboren in Hollywood, einem Stadtteil von Los Angeles, wuchs Alsobrook in San Diego auf. Er studierte Englische Literatur und Philosophie an der Cal Western University in San Diego sowie der am Diego State College. Zudem besuchte er die University of California in Santa Barbara. 
Erste Erfahrungen in der Filmindustrie sammelte er mit einer Anstellung als Assistent bei Naturfilmen in den Jahren 1969 bis 1972. In den Jahren bis 1979 wirkte er als Kameramann an der Produktion von Industrie- und Werbefilmen mit. Ab 1979 arbeitete er an unterschiedlichen Dokumentationen für Fernsehsender wie dem Public Broadcasting Service mit, aber auch an Aufträgen von privaten Unternehmen. Seit 1990 ist er auch im Film- und Fernsehbusiness als Chefkameramann aktiv. War er in den 1990er Jahren vor allem an Fernsehfilmen und -serien beteiligt, kamen in den 2000er Jahren einige Filmkömodien für das Kino hinzu.
Alsobrook ist Mitglied der American Society of Cinematographers.

## Filmografie (Auswahl)
- 1990: The Dark Side of the Moon
- 1994: Ein fast perfektes Verhältnis (Mona Must Die)
- 1995: Dexter Riley – Total verkabelt und nichts begriffen (The Computer Wore Tennis Shoes)
- 1997: Ein toller Käfer kehrt zurück (The Love Bug)
- 1999–2000: Voll daneben, voll im Leben (Freaks and Geeks, Fernsehserie)
- 2000–2001: Starlets (Fernsehserie)
- 2001–2002: American Campus – Reif für die Uni? (Undeclared, Fernsehserie)
- 2002: Lizzie McGuire (Fernsehserie, 9 Folgen)
- 2002–2003: Polizeibericht Los Angeles (Dragnet, Fernsehserie)
- 2005: Romy und Michele: Hollywood, wir kommen! (Romy and Michele: In the Beginning)
- 2006: Man About Town
- 2007: Die Liebe in mir (Reign Over Me)
- 2007: Superbad
- 2008: Nie wieder Sex mit der Ex (Forgetting Sarah Marshall)
- 2009: Vorbilder?! (Role Models)
- 2009: Der Kaufhaus Cop (Paul Blart: Mall Cop)
- 2011: Küssen verboten! – Honeymoon mit Hindernissen (You May Not Kiss The Bride)
- 2011: Friends with Benefits (Fernsehserie, 13 Folgen)
- 2011–2013: Switched at Birth (Fernsehserie, 13 Folgen)
- 2011–2018: New Girl (Fernsehserie)
- 2014: Tammy – Voll abgefahren (Tammy)
- 2014: Black or White
- 2018: Appgefahren – Alles ist möglich (Status Update)
- 2018: Der Sex Pakt (Blockers)
- 2019–2020: Truth Be Told: Der Wahrheit auf der Spur (Truth Be Told, Fernsehserie)
- 2020: All my Life – Liebe, als gäbe es kein Morgen (All My Life)